# Akademia Kultury Fizycznej im. Bronisława Czecha w Krakowie

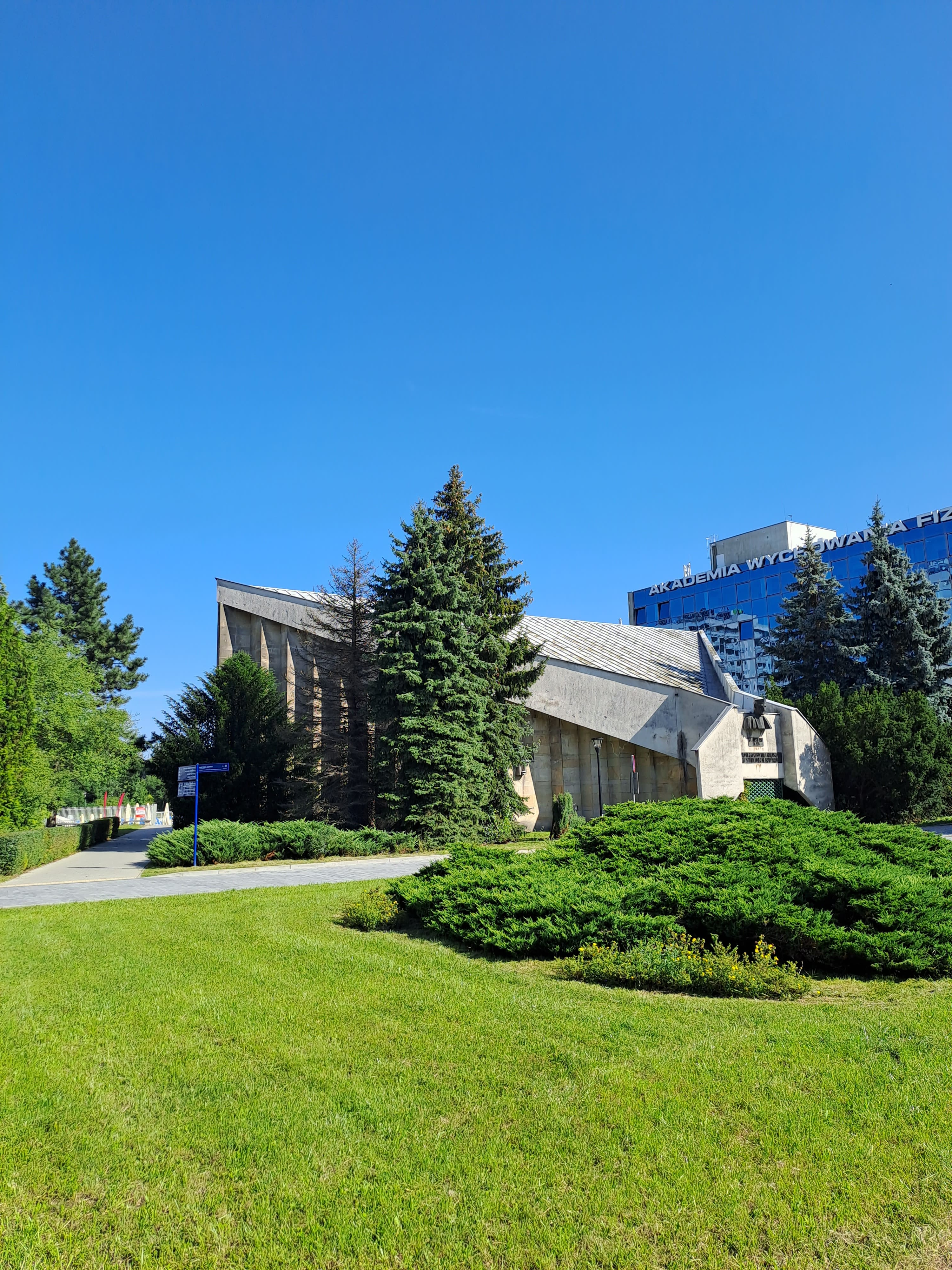
Aula AKF

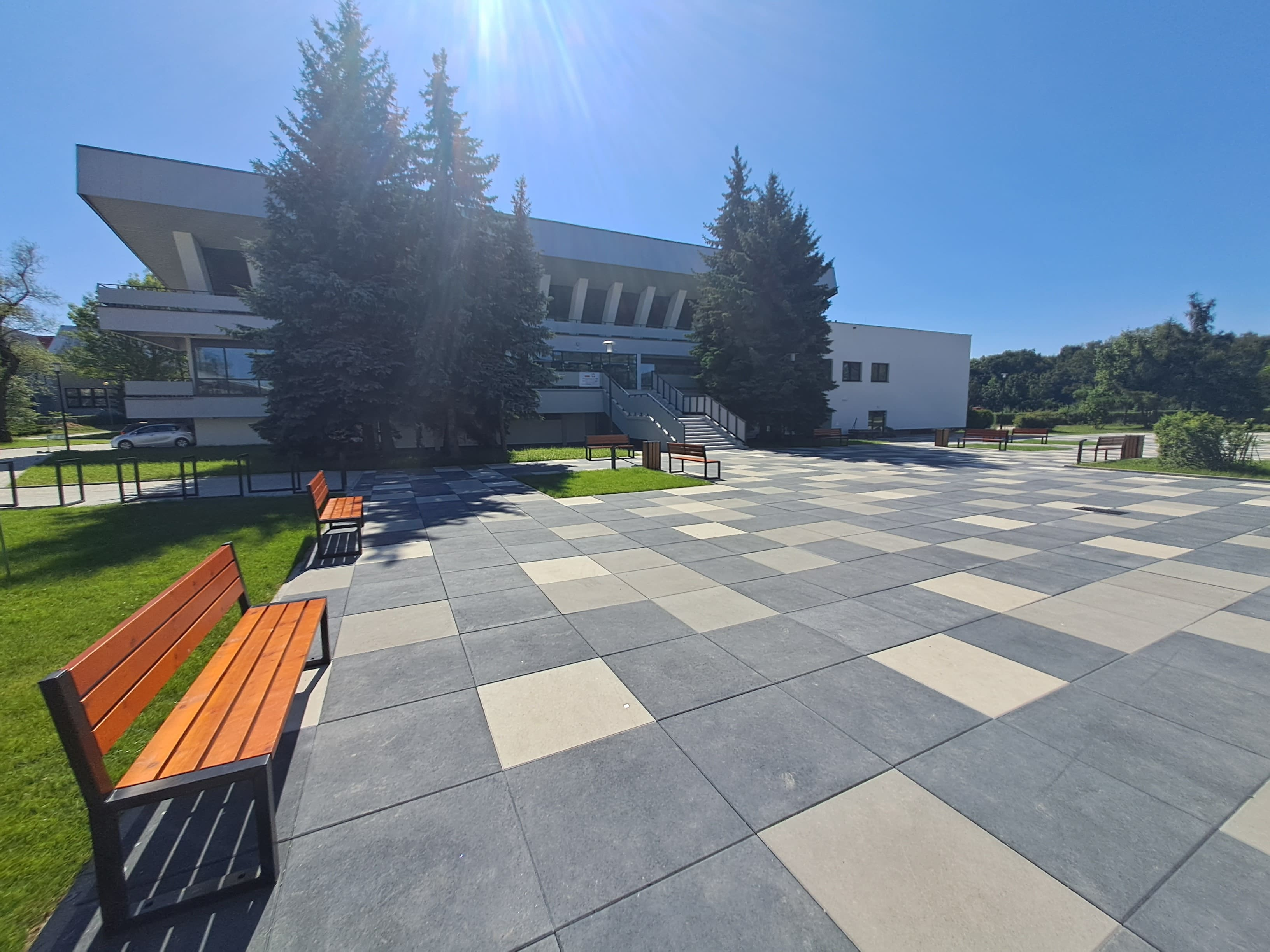
AWF – Hala Gier Sportowych

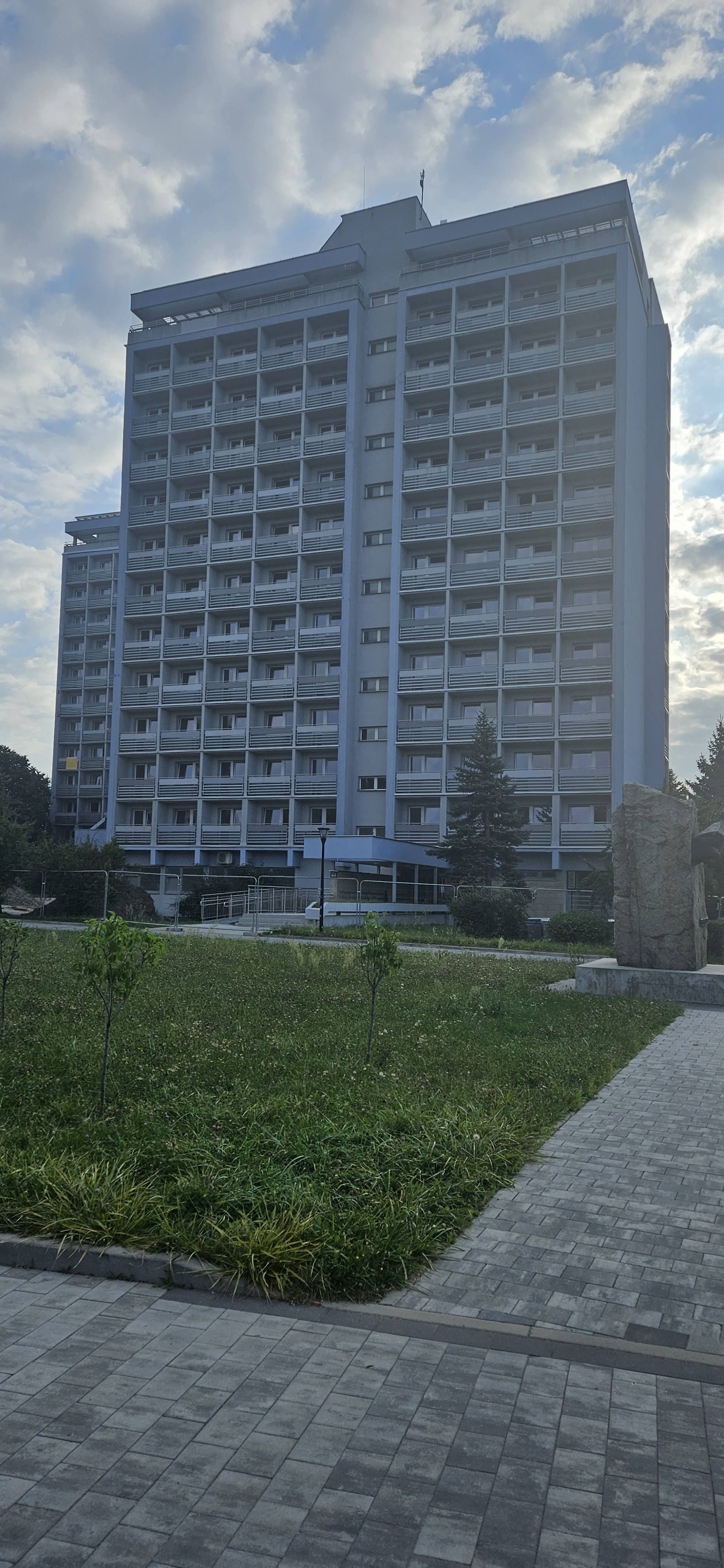
Akademiki AKF

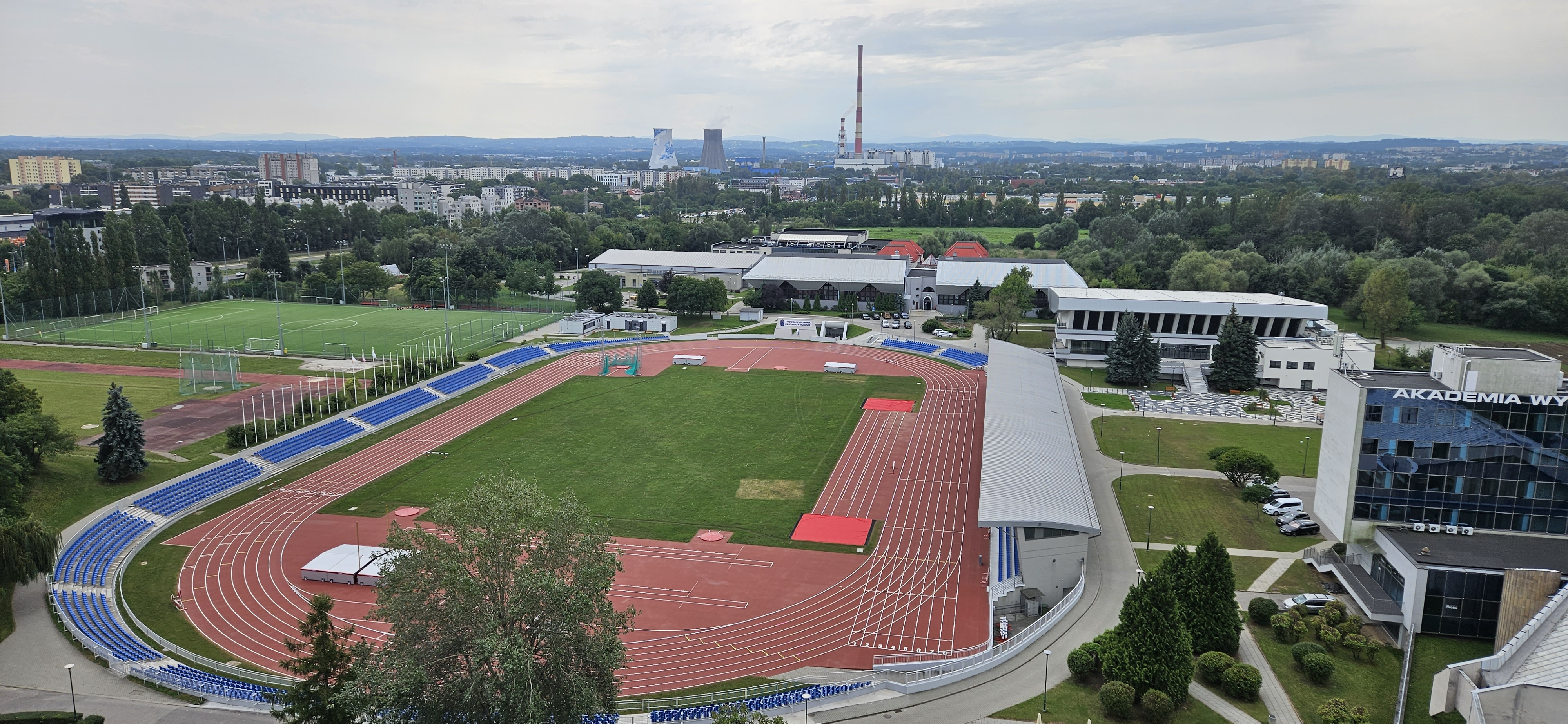
Stadion AWF

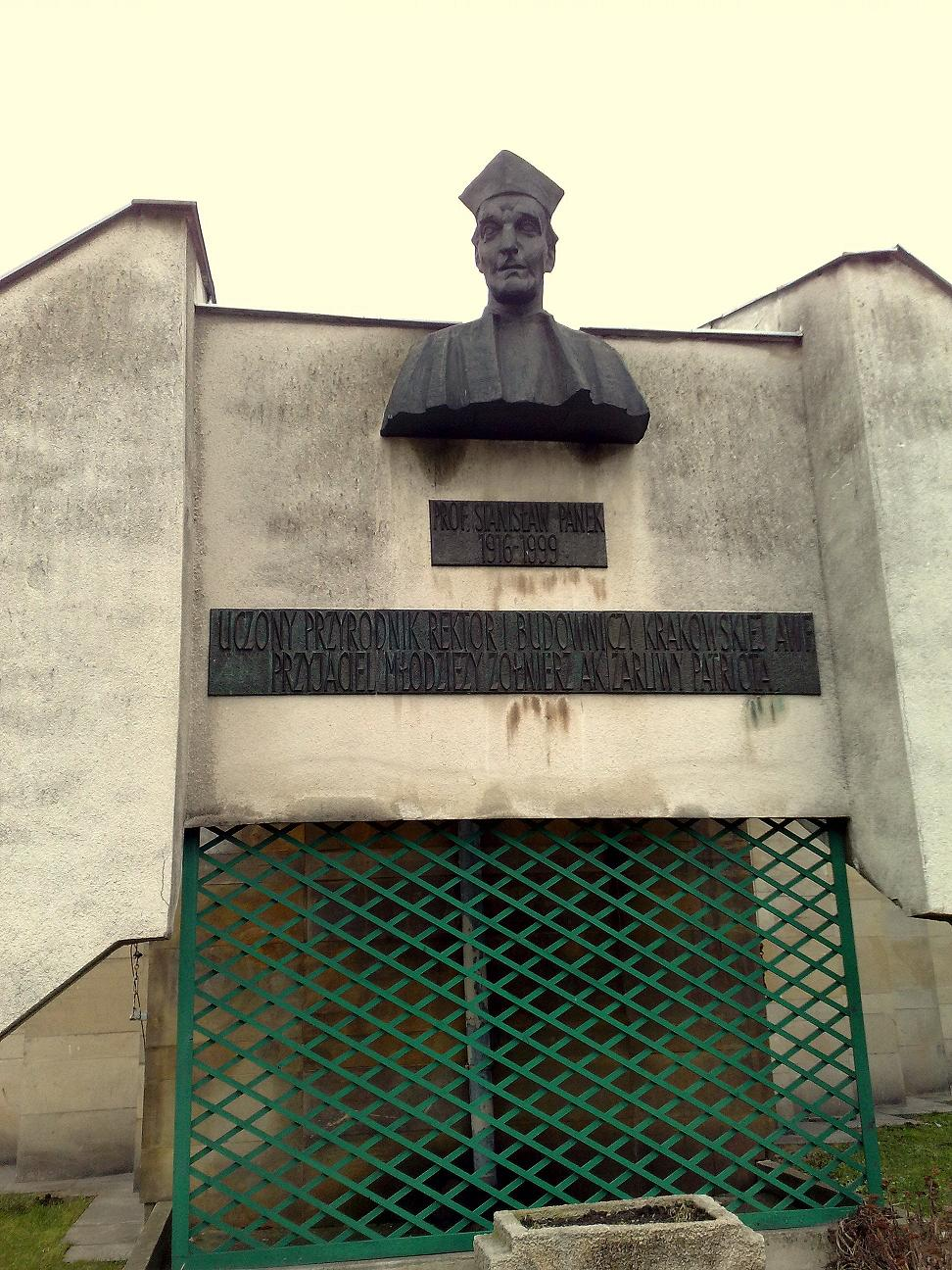
Pomnik rektora AKF Stanisława Panka

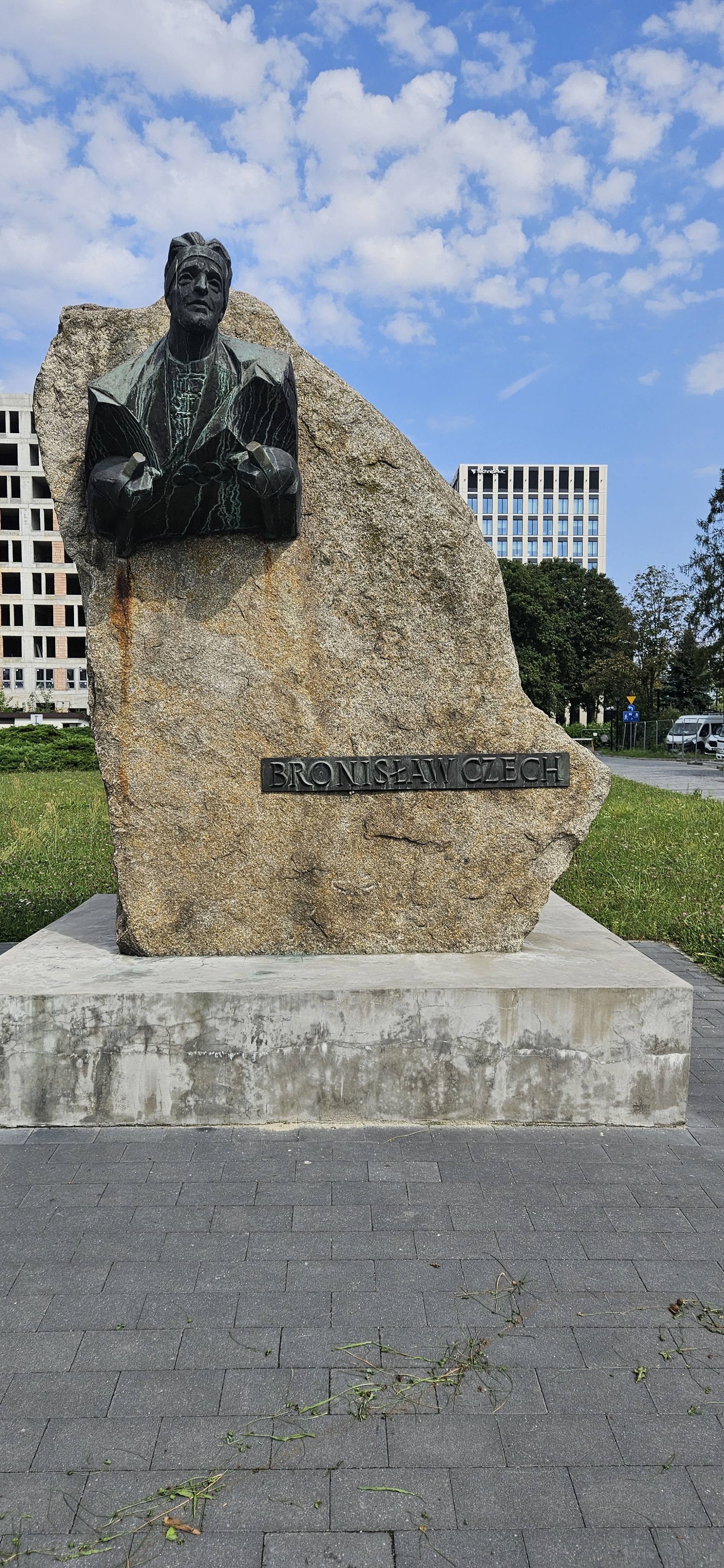
Popiersie patrona

Akademia Kultury Fizycznej im. Bronisława Czecha w Krakowie – uczelnia publiczna utworzona w Krakowie w 1950 roku.

## Historia
Powstanie Krakowskiej AKF jest związane z utworzonym w 1893 roku na Uniwersytecie Jagiellońskim, 2–letnim Kursem Naukowym dla Kandydatów na Nauczycieli Gimnastyki w Szkołach Średnich i Seminariach Nauczycielskich. Kurs był prowadzony nieopodal Wydziału Lekarskiego UJ. Został przekształcony w 1913 w 2–letnie Studium Wychowania Fizycznego, które poza kształceniem nauczycieli, organizowało wykłady i ćwiczenia praktyczne dla wszystkich słuchaczy uniwersytetu. Był to pierwsza taka instytucja uniwersyteckiego kształcenia nauczycieli wf w Polsce.
Kolejnym krokiem w celu uniwersyteckiego kształcenia nauczycieli wf było 3–letnie Studium Wychowania Fizycznego, utworzone w dwudziestoleciu międzywojennym w Polsce (1927) przy Wydziale Lekarskim UJ. W 1950 roku Studium zostało przekształcone w samodzielną Wyższą Szkołę Wychowania Fizycznego. Wprowadzone zostały też 4–letnie studia magisterskie (1954). W roku 1972 uczelni nadano nazwę: Akademia Wychowania Fizycznego, a niedługo po tym nadano jej imię Bronisława Czecha. Uczelnia w 1970 roku uzyskała prawa do nadawania stopnia doktora i stopień doktora habilitowanego w 1987.
20 grudnia 2024 uczelni nadano nazwę: Akademia Kultury Fizycznej im. Bronisława Czecha w Krakowie.

## Patron
Patronem krakowskiej AKF jest Bronisław Czech (1908–1944) – narciarz, trzykrotny olimpijczyk (1928 – 10. miejsce w kombinacji norweskiej, 1932 – 7. miejsce w kombinacji norweskiej, 1936 – 7. miejsce w sztafecie 4x10 km), absolwent CIWF w Warszawie (1934) trener, wielki patriota. W okresie dwudziestolecia międzywojennego był jednym z najpopularniejszych sportowców Polski.
W dniu 27 kwietnia 1988 r. przed wejściem do głównego gmachu uczelni, z okazji jej 70–lecia, odsłonięte zostało popiersie Bronisława Czecha. Odlany w brązie monument zaprojektował znany krakowski rzeźbiarz Bronisław Chromy.

## Wydziały i kierunki
Obecnie uczelnia kształci studentów na ośmiu kierunkach prowadzonych w ramach trzech wydziałów:
- Wydział Wychowania Fizycznego i Sportu
  - wychowanie fizyczne
  - sport w szkolnym wychowaniu fizycznym
  - kultura fizyczna osób starszych
  - wychowanie fizyczne w służbach mundurowych
  - kultura fizyczna w służbach mundurowych
- Wydział Rehabilitacji Ruchowej
  - fizjoterapia
  - terapia zajęciowa
  - kosmetologia
- Wydział Turystyki i Rekreacji
  - turystyka i rekreacja
  - turystyka przygodowa[5]
  - zarządzanie rekreacją i rozrywką
  - turystyka zdrowotna
  - management w organizacjach czasu wolnego.

Akademia Wychowania Fizycznego jest państwową uczelnią wyższą, w której studiuje prawie 4 tys. młodych ludzi. Posiada uprawnienia do nadawania stopnia naukowego doktora i doktora habilitowanego nauk o kulturze fizycznej. AWF prowadzi studia pierwszego i drugiego stopnia oraz Szkołę Doktorską.

## Władze uczelni

### Dyrektorzy
- 1927–1929 – prof. Witold Gądzikiewicz
- 1929–1930 – prof. Ernest Maydell
- 1930–1939 – prof. Tadeusz Rogalski
- 1945–1950 – prof. Bożydar Szabuniewicz

### Zastępcy dyrektora
- 1927–1939 – prof. Jerzy Kaulbersz
- 1945–1949 – dr Józef Figna
- 1949–1950 – dr Jan Bugajski

### Poczet rektorów
- 1950–1955 – prof. dr Eugenia Stołyhwo
- 1955–1959 – doc. dr Artur Jurand; w czasie nieobecności w latach 1956–1959 p.o. rektora, prorektor dr Ludomir Mazurek
- 1959–1965 – prof. dr Bronisław Jasicki
- 1965–1968 – prof. dr med. Stanisław Grochmal
- 1968–1978 – prof. dr hab. Stanisław Panek
- 1978–1981 – prof. dr hab. Kazimierz Toporowicz
- 1981–1987 – prof. dr hab. Adam Klimek
- 1987–1993 – prof. dr hab. Jan Szopa
- 1993–1999 – dr hab. prof. nadzw. Janusz Zdebski
- 1999–2005 – dr hab. prof. nadzw. Marian Bukowiec
- 2005–2008 – dr hab. prof. nadzw. Janusz Zdebski
- 2008–2016 – prof. dr hab. Andrzej Klimek
- 2016–2020 – prof. dr hab. Aleksander Tyka
- od 2020 – prof. dr hab. Andrzej Klimek

## Rada Samorządu Studenckiego i organizacje przyuczelniane
Reprezentacją studentów jest  Uczelniana Rada Samorządu Studenckiego, która koordynuje i organizuje działalność studentów. Zajmują się tym 4 Komisje Rady Samorządu oraz takie organizacje jak:
- Zespół Pieśni i Tańca „Krakowiak” – działa przy Akademii Kultury Fizycznej w Krakowie od roku 1972. Działalność zespołu prowadzona jest w dwóch sekcjach: baletowej i instrumentalnej. Program artystyczny obejmuje tańce narodowe oraz tańce i przyśpiewki z różnych regionów Polski. Członkami Zespołu są głównie studenci i absolwenci krakowskiej AWF.
- Koło PTTK AWF – Koło Polskiego Towarzystwa Turystyczno-Krajoznawczego nr 6 przy AKF w Krakowie. Zostało reaktywowane w 1997 roku[6].
- Akademicki Klub Narciarski „Gips”,
- Sekcje Sportu Powszechnego w ramach Klubu AZS AKF – istniejąca od 1976 roku sekcja sportowa AZS działająca przy AKF w Krakowie wychowała wielu reprezentantów Polski, uczestników i medalistów mistrzostw świata i Igrzysk Olimpijskich[potrzebny przypis].
- Biuro Karier – biuro wspomagające studentów w zakresie poszukiwania pracy, ofert praktyk, staży, warsztatów. Celem jest ułatwienie wejścia na rynek pracy studentom akademii.